# Mark Isham
Mark Ware Isham (n. 7 de septiembre de 1951; Nueva York, Estados Unidos) es un compositor estadounidense ganador de un Premio Emmy a la mejor música de un tema principal y de un Premio Grammy y candidato a los Premios Óscar y Globo de Oro. Frecuente colaborador del cineasta Alan Rudolph, compuso la música de sus películas Trouble in Mind (1985), Fire In The Sky (1993), Mrs. Parker and the Vicious Circle (1994), Afterglow (1997), The Moderns (1988), Fly Away Home (1996) y Made in Heaven (1987), entre otras;  las  partituras de los filmes de Robert Altman Short Cuts (1993) y The Gingerbread Man (1998); y las bandas sonoras de A River Runs Through It (1992), Quiz Show: El dilema (1994)  y Leones por corderos (2007) de Robert Redford, así como Los tiempos de Harvey Milk (1984) de Rob Epstein, Reversal of Fortune (1990) de Barbet Schroeder, Point Break (1991) de Kathryn Bigelow, La red (1995) de Irwin Winkler, Blade (1998) de Stephen Norrington, Crash (2004) de Paul Haggis o 42 (2013) de Brian Helgeland. También compuso la música para la serie de televisión Érase una vez.

## Biografía
Mark Isham nació el 7 de septiembre de 1951 en Nueva York, Estados Unidos. Su madre era violinista y su padre le enseñó música e historia así que pronto empezó a estudiar piano clásico, trompeta y violín desde una edad muy temprana. Empezó su carrera musical en las orquestas sinfónicas de Oakland y San Francisco y, posteriormente, formó parte de numerosos grupos de rock y jazz. Cuando Isham cumplió los 20 años de edad estuvo centrado en la música electrónica, creándose una reputación como programador, aunque mantuvo la trompeta como el instrumento principal de su carrera como compositor. Estableció una carrera importante tocando la tormpeta como solista, aunque también lo hizo junto a bandas de jazz y con artistas de rock, llegando a trabajar para bandas tan importantes como los Rolling Stones. Por otro lado también ha participado en varios álbumes de estudio de artistas reputados como Van Morrison y Joni Mitchell. Recibió el apoyo incondicional de la crítica especializada, lanzando al mercado sus propios álbumes de estudio llamados Vapour Drawings, Castalia y Tíbet, recibiendo nominaciones a los premios Grammy por su trabajo. Posteriormente su álbum titulado Remembered: The Silent Way Project fue premiado en el año de su publicación, 1999. Actualmente Mark Isham es uno de los compositores de música para películas más importantes de Hollywood, teniendo en su filmografía títulos importantes, habiendo ganado un Emmy y habiendo sido candidato a los Globos de Oro y al Óscar.

## Filmografía
- Filmografía parcial.[3]

| Año  | Película                      |
| ---- | ----------------------------- |
| 2020 | Honest Thief                  |
| 2016 | Oscuros                       |
| 2013 | El protector                  |
| 2012 | The Lucky One                 |
| 2011 | The Factory                   |
| 2011 | Dolphin Tale                  |
| 2011 | The Mechanic                  |
| 2009 | Crossing Over                 |
| 2008 | The Women                     |
| 2007 | Leones por corderos           |
| 2007 | In the Valley of Elah         |
| 2007 | Next                          |
| 2006 | Bobby                         |
| 2006 | La dalia negra                |
| 2006 | Eight Below                   |
| 2005 | In Her Shoes                  |
| 2004 | Crash                         |
| 2004 | Twisted                       |
| 2001 | Don't Say a Word              |
| 2001 | Hardball                      |
| 2001 | Life as a House               |
| 2001 | Save the Last Dance           |
| 2001 | The Majestic                  |
| 2000 | Rules of Engagement           |
| 2000 | Men of Honor                  |
| 1999 | At First Sight                |
| 1998 | Blade                         |
| 1998 | Nothing Sacred                |
| 1997 | Kiss the Girls                |
| 1997 | The Defenders: Payback        |
| 1996 | Last Dance                    |
| 1996 | EZ Streets                    |
| 1996 | Chicago Hope                  |
| 1995 | La red                        |
| 1994 | Nell                          |
| 1994 | Timecop, policía en el tiempo |
| 1994 | La versión de Browning        |
| 1993 | Made in America               |
| 1992 | A River Runs Through It       |
| 1992 | The Public Eye                |
| 1991 | Little Man Tate               |
| 1991 | Point Break                   |
| 1988 | The Beast                     |

## Premios y distinciones
Premios Óscar
| Año  | Categoría          | Trabajo nominado         | Resultado |
| ---- | ------------------ | ------------------------ | --------- |
| 1993 | Mejor banda sonora | A River Runs Throught It | Candidato |

Globos de Oro
| Año  | Categoría          | Trabajo nominado | Resultado |
| ---- | ------------------ | ---------------- | --------- |
| 1995 | Mejor banda sonora | Nell             | Candidato |

Premios Emmy
| Año  | Categoría                         | Trabajo nominado | Resultado |
| ---- | --------------------------------- | ---------------- | --------- |
| 1998 | Mejor música de un tema principal | Nothing Scared   | Candidato |
| 1997 | Mejor música de un tema principal | EZ Streets       | Ganador   |
| 1996 | Mejor música de un tema principal | Chicago Hope     | Candidato |
| 1995 | Mejor música de un tema principal | Chicago Hope     | Candidato |